# フロリン・バルダシュ
フロリン・バルダシュ（Florin Bărdașu、1991年9月23日 - ）は、スーペルリーガ、CSラピッド・ブクレシュティに所属するラグビーユニオン選手。

## プロフィール
- ルーマニア・ネグリレシュティ出身[1]
- ポジションはフッカー(HO)。
- 身長 174cm、体重 102kg
- ルーマニア代表キャップは17（2024年12月現在）でラグビーワールドカップ2023のルーマニア代表に選ばれた[2]。

## 略歴
ブカレスト・ウルブズを経て、2013年、CSラピッド・ブクレシュティに加入。